# 事件屋
事件屋（じけんや）とは、弁護士資格を持たずに他人の揉め事や争い事に介入して経済的利益を得ることを生業とする裏稼業の俗称である。
問題を解決するにあたって手段は合法、非合法を問わない。また隙があれば依頼人も標的にする。
また弁護士であっても、下述のとおり過大な報酬を要求するものは弁護士界内で事件屋と後ろ指を刺される。
ただし依頼主が払っている以上は過大では無いというのが、当事者の言い分である。

## 分類
事件屋は主に以下のような領域で活動するとされる。活動領域に応じて呼び方も変わる。
- 示談屋 - 交通事故などにおける紛争に介入して、示談をまとめると称して手数料を請求する者。
- 倒産整理屋（整理屋) - 私的整理手続に介入して私腹を肥やす者。倒産の危機にある企業を籠絡し、融資や再建支援などの甘言を用いて(債務者である企業の)通帳や印鑑などを預かる一方で、私的整理手続においては、(債権者に対して)債権者委員長などの肩書きを名乗って手続を乗っ取る。最後には企業の資産を全て勝手に処分して巻き上げ、他の債権者への分配が不可能な状態で行方をくらませる[2]。個人の多重債務者の債務整理を請け負うと主張し、法外な手数料を請求する者を指すこともある。
- 総会屋 - 企業の株主総会において意図的に混乱を生じさせ、企業から経済的利益を引き出そうとする者。
- パクリ屋、サルベージ屋 - 手形詐欺をはたらく者。
- 地上げ屋 - 再開発などに際し、土地の売却を拒む土地所有者に違法な嫌がらせをして立ち退きを迫る者。

近年では、特殊詐欺の被害を救済するとか、インターネット上の誹謗中傷を削除するなどと持ちかける者がおり、インターネット上での活動が活発化していることが指摘されている。以前は事件屋が広告を打つことは考えられなかったが、今では堂々とインターネット広告を行っている例もある。

## 事件屋による被害
事件屋は様々な甘言を用いて当事者に取り入ろうとするが、依頼してしまうと以下のような被害を受ける可能性が高い。

### 法外な報酬
事件屋は「慈善事業でやっている」などと言うことがあるが、現実には法外な報酬を請求することが多く、示談金の約半分を請求されるケースもある。報酬以外にも、口止め料などを要求することもある。

### 不適切な事件処理
事件屋は「私に任せておけば大丈夫」などと言うことがあるが、相手に不当な要求をして事態をこじれさせるなどし、あるべき解決から余計に遠ざけてしまう。さらに、事態が手に負えなくなると知らんふりをすることもあり、依頼者は結局泣き寝入りを強いられることになる。

### 反社会的勢力の登場
事件屋には反社会的勢力と通じている者も多いため、事件屋に依頼すると反社会的勢力が登場し、事案の解決を難しくさせる。

## 事件屋をテーマにした作品
- 極悪がんぼ
- ゴタ消し -示談交渉人 白井虎次郎-